# Anthony Olubunmi Okogie

Kardinalswappen

Anthony Olubunmi Kardinal Okogie (* 16. Juni 1936 in Lagos, Nigeria) ist emeritierter Erzbischof von Lagos.

## Leben

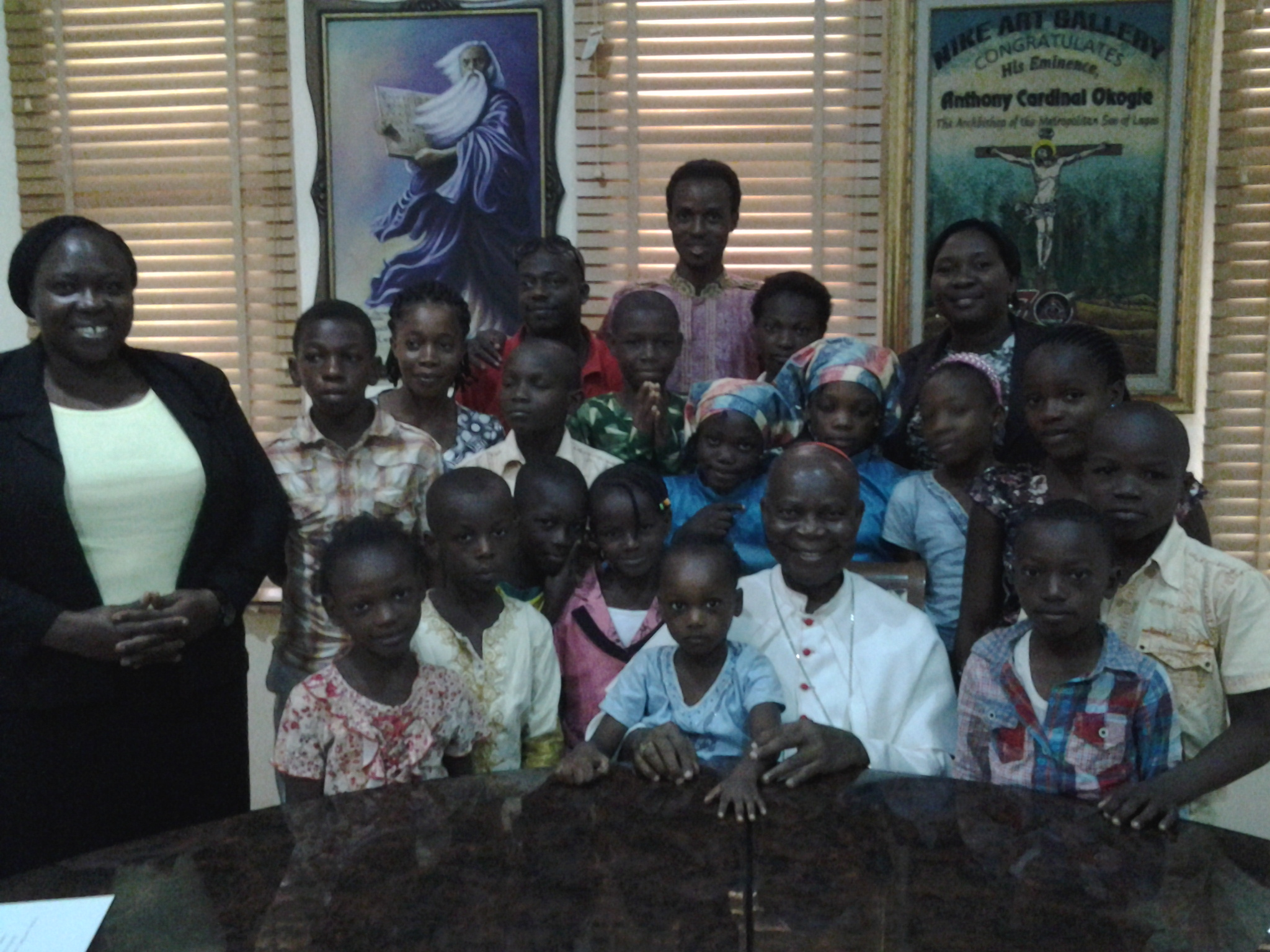
Kardinal Okogie (unten) beim Besuch kranker Kinder

Anthony Olubunmi Okologie, aus einer nigerianischen Adelsfamilie stammend, studierte in Ibadan und Rom Katholische Theologie und Philosophie. 1966 erlangte er das Lizentiat für Theologie und empfing am 11. Dezember desselben Jahres das Sakrament der Priesterweihe. Anschließend arbeitete er als Seelsorger in Idumagbo und als Leiter der Katholischen Schulen der Erzdiözese Lagos. Darüber hinaus lehrte er am King’s College Katholische Religion und war als Militärgeistlicher im nigerianischen Bürgerkrieg tätig.
Papst Paul VI. ernannte ihn am 5. Juni 1971 zum Titularbischof von Mascula und zum Weihbischof in Oyo. Die Bischofsweihe spendete ihm am 29. August desselben Jahres Owen McCoy, Bischof von Oyo. Mitkonsekratoren waren Anthony Saliu Sanusi, Bischof von Ijebu-Ode, und Alexius Obabu Makozi, Weihbischof in Lokoja. Am 13. April 1973 ernannte ihn Paul VI. zum Erzbischof von Lagos. Von 1994 bis 2000 war Okogie Präsident der nigerianischen Bischofskonferenz. Zudem war er Präsident der Christian Association of Nigeria. Ende 2001 setzte er sich für die Befreiung der zum Tod durch Steinigung verurteilten Safiya Hussaini ein und bot sein eigenes Leben für ihres an. Hussaini wurde 2002 freigelassen.
Am 21. Oktober 2003 nahm ihn Papst Johannes Paul II. als Kardinalpriester mit der Titelkirche Beata Vergine Maria del Monte Carmelo a Mostacciano in das Kardinalskollegium auf. Als Kardinal war er seit 2003 Mitglied der Kongregation für die Evangelisierung der Völker. Er nahm am Konklave 2005 sowie am Konklave 2013 teil.
Papst Benedikt XVI. nahm am 25. Mai 2012 sein aus Altersgründen vorgebrachtes Rücktrittsgesuch an. Kardinal Okogie leitete das Erzbistum Lagos bis zur Amtseinführung seines Nachfolgers Alfred Adewale Martins am 4. August desselben Jahres.
Im Juni 2021 bezeichnete Kardinal Okogie Nigeria als „gescheiterten Staat“ und kritisierte die Regierung für fehlende Zukunftsperspektiven.